# Colonne sonore di Video Girl Ai
Questa pagina raccoglie tutti i CD contenenti la colonna sonora dell'anime Video Girl Ai, realizzata dal compositore Tōru Okada.

## Video Girl Ai Original Soundtrack
(da Ureshii namida)

### Tracce
Musiche di Tōru Okada.
1. Ureshii namida – 5:43 (testo: Kyoko Endo, Nobuyuki Shimizu) – cantata da Noriko Sakai
2. To That Day – 4:20 (testo: Masakazu Katsura, Yuki Matsuura) – cantata da Maki Kimura
3. Tomorrow Wil Be Tomorrow – 3:53 (testo: Masakazu Katsura)
4. Message – 4:56 – Nav Katze
5. Glass Moon – 4:05 – cantata da Sadou Mayumi
6. Takashi's Theme – 3:03 (testo: strumentale)
7. Spinning Soul of Sadness – 2:06 (testo: strumentale)
8. Master of GOKURAKU – 2:14 (testo: strumentale)
9. Searching for Ai – 5:42 (testo: strumentale)
10. I Love You – 3:30 – cantata da Maki Kimura

Durata totale: 39:32

## Video Girl Ai 2nd Original Soundtrack

### Tracce
Musiche di Tōru Okada.
1. Prologue: Answering Phone – 1:55
2. AI LOVE YOU - TECHIE-POO – 3:22
3. Scene 1: Long Phone Call 1 – 1:18
4. Late Summer Falling – 4:52 – Niji Akino
5. Scene 2: Long Phone Call 2 – 1:48
6. Puddle Of Soul – 4:02
7. Scene 3: Long Phone Call 3 – 2:48
8. Takashi's Dream II – 3:26
9. Scene 4: Long Phone Call 4 – 0:34
10. Unseen Dream – 5:04 – Masakazu Katsura
11. Scene 5: Long Phone Call 5 – 3:05
12. Frozen Flower – 3:36 – Nav Katze
13. Scene 6: Answering Phone II – 1:17
14. U*Re*Shi*Na*Mi*Da (A Happy Tear) – 2:22
15. Scene 7: Na*Gu*Sa*Me*Te*A*Ge*Ru (I Will Cheer You Up) – 1:46
16. Your Rainbow – 4:00
17. Ai & Moemi's Answering Machine Message – 0:55 – Bonus track

Durata totale: 46:10